# Kunene
Kunene je jedna od trinaest namibijskih regija. Njezin glavni grad je Opuwo.
Dom je etničke skupine Himba. U usporedbi s ostatkom Namibije, to je relativno nerazvijena regija, zbog brdovitoga nedostupnoga terena i malo padalina, koja znatno otežava bavljenje poljoprivredom.
Ime regije dolazi od rijeke Kunene, koja čini sjevernu granicu s Angolom.
Zapadni rub regije je na obalama Atlantskog oceana. 
Regija se sastoji od šest izbornih jedinica: Epupa, Opuwo, Outjo, Sesfontein, Kamanjab i Khorixas.